# فرانك ميلور
فرانك ميلور (بالإنجليزية: Frank Mellor)‏ (13 مايو 1854 - 26 أبريل 1925) هو لاعب كريكت بريطاني (وحمل سابقاً جنسية المملكة المتحدة لبريطانيا العظمى وأيرلندا).